# Statens kompletteringsgymnasium
Statens kompletteringsgymnasium var ett "virtuellt" läroverk verksamt från 1955 till 1964. Skolan som inte fanns fysiskt var till för att ge vuxna stipendier för studier vid kvällsgymnasierna och svara för examination och där undervisningen föregick vid kvällgymnasier var placerade vid studieförbund och universitet/högskolor. 

## Historia
Organisationen startade 1954  Verksamheten överfördes till kommunerna 1964 och upphörde helt som egen enhet 1970 
Studentexamen gavs från 1955 till 1964.